# پالادیوم بوکس
پالادیوم بوکس (انگلیسی: Palladium Books) شرکت انتشارات آمریکایی است، که در سال ۱۹۸۱ تأسیس شد.